# Phryganogryllacris teuthroides
Phryganogryllacris teuthroides is een rechtvleugelig insect uit de familie Gryllacrididae. De wetenschappelijke naam van deze soort is voor het eerst geldig gepubliceerd in 1925 door Karny.